# 오늘도 청춘
오늘도 청춘(베트남어: Tuổi thanh xuân, 영어: Forever Young)은 베트남 드라마 센터, 베트남 텔레비전에서 CJ E&M Pictures와 공동으로 제작한 TV 시리즈이다. 응우옌카이아인, 부이티엔후이, 명현우, 이정욱이 감독을 맡았다. 1부는 2014년 12월 17일부터 2015년 4월 23일까지 방송되고, 2부는 2016년 11월 3일부터 2017년 3월 22일까지 방송되었다(베트남). 총 2부로 구성되며, 1부는 36화, 2부는 38화로 구성되어 있다.

## 줄거리

### 1부
투이린(냐프엉 분)은 부모님의 보살핌을 받는 아름답고 순수한 소녀로서, 그녀는 한국 유학의 꿈을 이루었고 김치의 땅 한국에서 문화적 열정을 이루었다. 린은 서울에 있는 대학에서 장학금을 받고 독립하여 살게 되었다. 린은 카인(홍당 분), 마이(낌뚜옌 분), 그리고 하숙집의 아들 준수(강태오 분)와 같은 하숙집에 살게 되었다. 준수는 잘생겼고, 노래도 잘하고, 춤도 잘 추지만, 성격은 다소 유치하고 장난꾸러기 같은 면모를 갖고 있다. 린은 자신에게 늘 말썽을 피우는 준수 때문에 많은 어려움을 겪었다. 서로 다른 개성과 관심사를 가진 많은 사람들이 한 지붕 아래 살면 결코 어울리지 못할 것 같았지만, 네 사람과 다른 친구들은 모든 불일치를 극복하고 행복하고 슬픈 추억으로 가득 찬 즐거운 시간을 보냈다. 돌이켜보면 우리는 젊음을 충실하게 살았기 때문에 후회가 없다.
한국에서 린과 준수는 점차 서로에 대한 감정을 키워가다가 사랑에 빠진다. 당시 준수는 미소(신혜선 분)의 마음을 몰랐고, 린 역시 카인이 자신을 좋아한다는 사실을 몰랐다. 린의 가족이 파산하는 사건이 발생했다. 재산을 잃었고, 집도 잃었고, 어머니는 뇌출혈로 혼수상태에 빠졌기 때문에 린은 약속도 없이 급히 베트남으로 돌아가야 했다. 준수는 충격을 받았지만 진로를 결정했기 때문에 아무것도 할 수 없었다.

## 출연

### 주연
- 냐프엉: 투이린 역
- 강태오: 이준수 역
- 홍당: 카인 역
- 정해나: 신시아 역
- 마인쯔엉: 퐁 역

### 조연
- 낌뚜옌: 마이 역
- 신재하: 황지용 역
- 신혜선: 한미소 역
- 이규복: 성재 역
- 노행하: 이주희 역
- 손종학: 준수의 아버지 역
- 이아현: 준수의 어머니 역
- 쫑찐: 린의 아버지 역
- 민호아: 린의 어머니 역